# Cerreto (Croazia)
Cerreto (anche Cerreto Istriano; in croato Cerovlje; in veneto Sereto) è un comune di 1 671 abitanti dell'Istria in Croazia.

## Geografia fisica
Cerreto è un villaggio posto a circa 8 km a nordest di Pisino, nell'Istria centrale. Il paese si è sviluppato grazie alla vicinanza della ferrovia Istriana. L'area intorno alla sede comunale è ricca di borghi, chiese e rovine e soffre lo spopolamento verso città più importanti.

## Luoghi d'interesse
Tra gli edifici di rilievo vi è la chiesa tardo gotica della Santa Trinità alle porte del comune, che fu costruita agli inizi del XV secolo: l'interno era interamente affrescato, come testimoniano alcuni resti dei dipinti nel santuario. II portico antistante fu aggiunto alla facciata della chiesa nel 1588 come suggerisce un'iscrizione glagolitica incisa su una macina, che il prete Ivan Bubic fece poi inserire nella facciata sud dell'edificio.
L'odierna chiesa parrocchiale dedicata a Santa Maria Assunta è più recente, completata nel 1804, probabilmente sulla base di una cappella preesistente. All'esterno la chiesa è cinta da solide mura, completate nell'anno 1592 da Ivan Bubic, come l'iscrizione glagolitica di una colonna sembra suggerire.
Nella frazione di Bellai sorge un castello, di proprietà della famiglia Belay.

## Società

### Etnie e minoranze straniere
Secondo il censimento del 1921, la popolazione di Cerreto era così distribuita etnicamente:
| Paese             | italiani | croati | sloveni |
| ----------------- | -------- | ------ | ------- |
| Cerreto           | 249      | 134    | 2       |
| Novacco di Pisino | 458      | 0      | 0       |
| Moncalvo          | 50       | 513    | 0       |
| Draguccio         | 879      | 6      | 0       |

### La minoranza autoctona italiana
È presente una piccola comunità di italiani autoctoni che rappresentano una minoranza residuale di quelle popolazioni italofone che abitarono per secoli la penisola dell'Istria e le coste e le isole del Quarnaro e della Dalmazia, territori che appartennero alla Repubblica di Venezia. La presenza degli italiani a Cerreto è drasticamente diminuita in seguito all'esodo giuliano dalmata, che avvenne dopo la seconda guerra mondiale e che fu anche cagionato dai "massacri delle foibe".

### Lingue e dialetti
| %      | Ripartizione linguistica (gruppi principali) |
| ------ | -------------------------------------------- |
| 99,31% | madrelingua croata                           |
| 0,46%  | madrelingua italiana                         |

| %      | Ripartizione linguistica (gruppi principali) |
| ------ | -------------------------------------------- |
| 97,97% | madrelingua croata                           |
| 1,31%  | madrelingua italiana                         |

## Località
Il comune è diviso in 16 insediamenti (naselja) ed ha capoluogo in Cerreto, che conta 242 abitanti (Censimento 2011):
| - Bellai (Belaj) - Borutto (Borut) - Cerreto (Cerovlje), sede comunale - Draguccio (Draguć) - Moncalvo di Pisino (Gologorica) - Gradigne (Gradinje) - Grimalda (Grimalda) - Corelli (Korelići) | - Novacco di Pisino (Novaki Pazinski) - Olici (Oslići) - Pagobizze (Pagubice)- Papalenia - Paladin (Paladin) - Passo (Paz) - Previso (Previž) - Valle di Moncalvo (Gologorički Dol) - Zachelli (Zajerci) - Zusi (Ćusi) |